# Raoul Berthelé
Jean Augustin Raoul Berthelé (født 6. juni 1886 i Niort, Deux-Sèvres, død 22. december 1918 i Roulers i Belgien) var en fransk kemiingeniør og amatørfotograf, der er kendt for sine mange billeder fra bag fronten under 1. verdenskrig fra 1915 - 1918.

## Biografi
Han blev født i Niort, hvor hans far Joseph Francois Marie Berthelé (1858-1926) havde arbejdet som departementsarkivar siden 1882. Af karrieremæssige årsager flyttede familien til Hérault i 1892, hvor Raoul Berthelé tilbragte en del af sin skoletid på gymnasiet i Montpellier. Hans far ledede undervisningen i palæografi og diplomatik på det humanistiske fakultet i Montpellier, og betragtes som en af fædrene bag den franske campanologi. Inden Raoul Berthelé blev mobiliseret læste han til kemiingeniør i Montpellier .
Da han startede i klasse 1906, blev han indført som soldat af anden klasse i 10. section d'infirmiers i Marseille den 7. oktober 1908. Han blev fundet egnet til tjeneste i de væbnede styrker af sessionskomissionen den 23. februar 1909. Berthelé fik titel som officerselev af reserven den 1. oktober 1909. Som administrationsofficer af tredje klasse blev han beordret til tjeneste ved militærhospitalet i Bourges den 5. april 1910, hvorfra han den 1. oktober 1910 blev hjemsendt.
Han blev mobiliseret i Lunel (Hérault) den 2. august 1914, hvorefter han blev beordret til tjeneste ved ambulance 15/16 som forsyningsofficer. Efter at have gjort tjeneste ved ambulance 3/15 fra 30. september 1916, overgik han den 27. marts 1917 til tjeneste ved hærens meteorologiske enhed. Han døde den 22. december 1918 i Roulers (Belgien), i ambulance 1/64, som følge af den spanske syge.
Ved deklaration af 18. november 1919 i Montpellier (Hérault), blev Berthelé anerkendt som værende en soldat der døde for Frankrig.

## Raoul Berthelés billedsamling
Det kommunale arkiv i Toulouse modtog i 1978 en gave fra Béatrix Faucher-Berthelé, som bestod af personlige dokumenter og effekter fra hendes bror Raoul, hendes mand Benjamin Faucher (1886-1973), leder af departementsarkivet i Haute-Garonne siden 1926, og hendes stedfar Joseph.
Samlingen består primært af materiale af Raoul Berthelé:Militære papirer, dagbøger fra tyske krigsfanger, fakturaer, adgangskoder, diverse meteorologiske brochurer, korrespondance, generalstabskort og mere end 2.800 fotografier. De fleste af billederne er negativer af stereoskopier, men samlingen omfatter også flere hundrede billedsamlinger i 10 bøger.
Siden 1915 havde han fotograferet sin dagligdag ved forsyningstropperne bag fronten i departementerne Somme, Marne og Meuse. Billederne dokumenterer en
relativt ukendt del af krigen fra området bag fronten.
Fra april 1917 gjorde han tjeneste ved hærens meteorologienhed i Aisne hvor han af og til udførte undersøgelser ved hjælp af tøjrede balloner og fly. Ved disse
lejligheder tog han flere luftfotos. Under hele krigen fotograferede han sin dagligdag, sine venner, kærester og familie.
I november 2014 blev hans billedsamling overført til Wikimedia Commons gennem et samarbejde mellem Wikimedia Frankrig og det kommunale arkiv i Toulouse.